# اسکار پریرو
اسکار پریرو سیو (تلفظ [ˈos.kaɾ pe.reˈi.ro ˈsi.o]؛ زادهٔ ۳ اوت ۱۹۷۷) رکابزن اسپانیایی حرفه‌ای سابق است که در دوچرخه‌سواری جاده فعالیت می‌کرد. پس از رد صلاحیت فلوید لندیس به دلیل مثبت بودن نمونهٔ دوپینگ، پریرو برندهٔ تور دو فرانس ۲۰۰۶ شد. پریرو عضو تیم‌های مختلفی از جمله کز دیپارن و آستانه بود. او پس از بازنشستگی از دوچرخه‌سواری به باشگاه فوتبال کوروژو در سگوندا دیویژن بی ملحق شد.

## آغاز فعالیت حرفه‌ای
پریرو در تور دو فرانس ۲۰۰۴ با اختلاف بیش از ۲۲ دقیقه با برندهٔ تور، در مکان دهم قرار گرفت. در تور دو فرانس ۲۰۰۵ نیز به دلیل تلاش برای پیروزی در مراحل ۱۵، ۱۶ و ۱۹، جایزهٔ تهاجمی‌ترین رکابزن را به دست آورد. او برندهٔ مرحلهٔ ۱۶ و دوم مرحلهٔ ۱۵ شد. پریرو در سال ۲۰۱۴ اعتراف کرد که پیروزی در مرحلهٔ ۱۵ را چند کیلومتر پیش از خط پایان به هینکپی فروخت.

## تور دو فرانس ۲۰۰۶

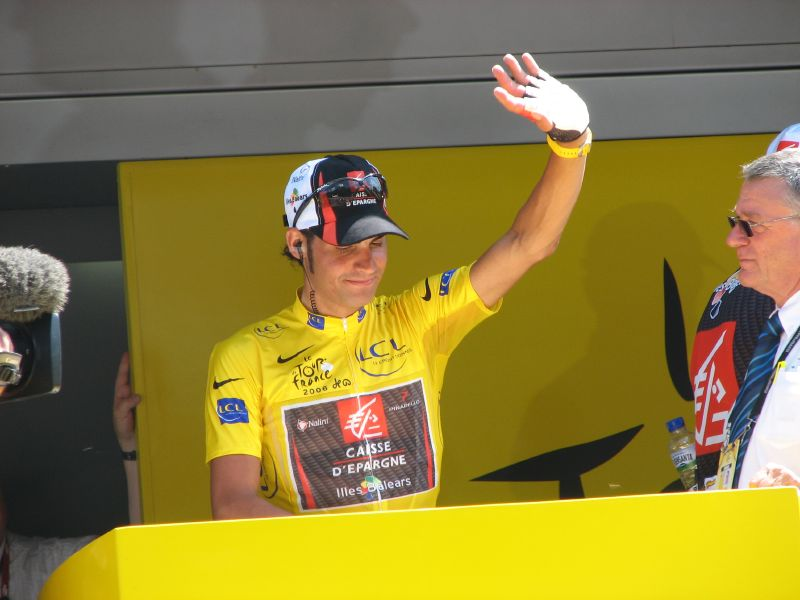
اسکار پریرو

فرار پریرو در مرحلهٔ ۱۳ تور که منجر به دوم شدن او در آن مرحله شد، حدود ۳۰ دقیقه فاصله میان او و رهبران رده‌بندی اصلی ایجاد کرد و به صورت غیرمنتظره‌ای صاحب پیراهن طلایی شد. از آن مرحله تا پایان تور، پیراهن طلایی میان او و فلوید لندیس دست به دست شد و در پایان تور، در مکان دوم ایستاد.
پس از اعلام مثبت شدن نمونهٔ A لندیس، پریرو بیان کرد که همچنان تا پیش از اعلام نتیجهٔ تأییدشده، خود را برندهٔ تور نمی‌داند. پس از مثبت شدن نمونهٔ B اظهار کرد که خود را قهرمان تور می‌داند و رسوایی لندیس دستاورد او را کم‌ارزش نمی‌کند.

## تصادف در تور دو فرانس ۲۰۰۸
در ۲۰ ژوئیه در مرحلهٔ پانزدهم تور دو فرانس ۲۰۰۸ پریرو پیش از یک پیچ گیرهٔ سر در سرپایینی به زمین‌خورد و تور را از دست داد. پریرو که دچار شکستگی بازو شده‌بود، به بیمارستان منتقل شد. در این تور، پریرو خادم آلخاندرو والورده کاپیتان تیم کز دیپارن بود؛ ولی پس از این که والورده زمان زیادی را از دست داد، دو نفر تصمیم گرفتند که برای قرار گرفتن در ۲۰ نفر اول رقابت کنند.

## فعالیت در فوتبال
پریرو در دسامبر ۲۰۱۰ امضای قرارداد با باشگاه کوروژو در سگوندا دیویژن بی را اعلام کرد. او گفت که آرزوی دوران کودکیش تبدیل شدن به یک فوتبالیست حرفه‌ای بوده‌است. او دو بار برای تیمش بازی کرد و دو گل به ثمر رساند.

## دستاوردها

### نتایج گرندتورها
| گرندتور | ۲۰۰۲ | ۲۰۰۳ | ۲۰۰۴ | ۲۰۰۵ | ۲۰۰۶ | ۲۰۰۷   | ۲۰۰۸   | ۲۰۰۹   |
| ------- | ---- | ---- | ---- | ---- | ---- | ------ | ------ | ------ |
| جیرو    | ۱۱   | -    | -    | -    | -    | -      | -      | -      |
| تور     | -    | -    | ۱۰   | ۱۰   | ۱*   | ۱۰     | ناتمام | ناتمام |
| ووئلتا  | ۳۰   | ۱۷   | -    | ۲۵   | ۴۹   | ناتمام | -      | -      |

- پس از رد صلاحیت فلوید لندیس

ناتمام = مسابقه را به پایان نرساند